# Привиди безодні: Титанік
Привиди безодні: Титанік (англ. Ghosts of the Abyss) — документальний фільм 2003 року, дистриб'ютор — студії Walden Media та Walt Disney Pictures. Режисер стрічки — Джеймс Камерон, що взявся за проєкт після  оскароносного фільму Титанік (1997).
Протягом серпня і вересня 2001 року Камерон і група науковців організувала експедицію до затонулого Титаніка, і за допомогою підводних субмарин дослідила більш детально рештки корабля, ніж вони це робили під час знімання фільму. За допомогою двох дистанційно-керованих підводних апаратів вони відзняли інтер'єр Титаніка, а завдяки CGI-графіки глядачі можуть побачити первісний вигляд корабля порівнюючи їх з зображеннями отриманими на глибині.
З собою в поїздку Камерон запросив свого друга і актора Білла Пекстона, який зіграв у фільмі 1997 року Брока Лаветта. Він розповідає про події зі свого досвіду. Фільм має також IMAX 3D версію. Під час знімання використовували батискафи  Мир-1 і Мир-2 з російського науково-дослідного судна Академік Мстислав Келдиш, який також використовували для знімання фільму 1997 року. На батискафах команда здійснила 12 занурень.